# Correbidia apicalis
Correbidia apicalis là một loài bướm đêm thuộc phân họ Arctiinae, họ Erebidae.